# Vlaamse Instelling voor Technologisch Onderzoek
De Vlaamse Instelling voor Technologisch Onderzoek, beter bekend als VITO, is een Vlaamse onafhankelijke onderzoeksorganisatie gevestigd in Mol.
De onderzoeksactiviteiten spitsen zich toe op drie domeinen die impact hebben op Vlaanderen, Europa en de wereld: een regeneratieve economie, een gezonde leefomgeving en veerkrachtige ecosystemen. Hiervoor werken de medewerkers samen in multidisciplinaire teams rond meer dan 40 onderzoeksdomeinen.

## Organisatie
VITO is een naamloze vennootschap van publiek recht die werd opgericht op grond van het decreet van 23 januari 1991. Dit decreet werd vervangen door het decreet van 30 april 2009. VITO maakt deel uit van het departement WEWIS van de Vlaamse overheid.
VITO werkt deels met eigen middelen (contractonderzoeken, patenten), deels met subsidies van de Vlaamse regering, zodat ook regeringscommissarissen van het departement WEWIS deel uitmaken van de Raad van Bestuur.
Burgerlijk ingenieur Dirk Fransaer was vanaf 2001 gedelegeerd bestuurder tot 2023. Inge Neven is nu CEO. Verder maken deel uit van het directiecomité:
- Peter Vercaemst (adjunct-CEO)
- Walter Eevers (R&D en Valorisation)
- Bert Bouwman (Materials & Chemistry)
- Leen Govaerts (Water & Energy Transition)
- Rudi Torfs (Environmental Intelligence)
- Carmen Six (Finance & Operations)

Naast het hoofdkantoor in Mol heeft VITO in Vlaanderen nog kantoren in Berchem, Genk, Oostende, Gent en Kortrijk. De internationale vestigingen zijn gelegen in Qatar, Beijing en Dubai. VITO is actief in 40 landen. Er werken zo'n 1300 personeelsleden.

## Samenwerkingen
- VITO werkt samen met overheden, organisaties en bedrijven, zowel Vlaams als internationaal.
- EnergyVille is een samenwerking tussen de Belgische onderzoekspartners KU Leuven, VITO, imec en UHasselt voor onderzoek naar duurzame energie en intelligente energiesystemen. Er werken honderden onderzoekers, met een grote locatie in het Thorpark.